# Mamma Mia (sang)
 For alternative betydninger, se Mamma Mia. (Se også artikler, som begynder med Mamma Mia)
"Mamma Mia" (italiensk for: Min mor) er en sang fra ABBAs tredje album ABBA, skrevet af Benny Andersson, Björn Ulvaeus og Stikkan Anderson. Benny Andersson og Björn Ulvaeus sang sangen sammen Agnetha Fältskog og Anni-Frid Lyngstad. Sangen udkom som A-side på en single, hvor B-siden var instrumental-nummeret "Intermezzo No.1", som også var med på ABBA-albummet.
I 1980 indspillede ABBA en spansk version af "Mamma Mia" til albummet "Gracias Por La Música". I 1999 blev en musical med samme navn, Mamma Mia! lavet og opført første gang i London. Denne indeholdt mange af ABBAs sange og blev straks en kæmpesucces. I 2007 havde filmen Mamma Mia! - The Movie premiere og filmen blev straks en stor succes. Filmen er en filmatiseret udgave af musicalen.

## A-teens
"Mamma Mia" blev den første single fra A-Teens. Den blev udgivet som debutsinglen fra albummet The ABBA Generation. Sangen er en coverversion af det populære hit fra ABBA. I modsætning til den originale version, udelader denne version det andet refrain "Mamma Mia, even if I say, Bye bye, leave me now or never; Mamma Mia, it's a game we play, Bye bye, doesn't mean forever."

## Eksterne links
- Officiel promotionvideo for "Mamma Mia" på ABBA's Vevo-kanal på YouTube